# Bond zonder Naam
De Bond zonder Naam (BZN) is een Vlaamse maatschappijkritische beweging die vooral bekend is van de gratis maandspreuken die uitnodigen tot reflectie, verdieping en verandering. Uiterlijk, interesses, gewoonten, leeftijden, culturen of nationaliteiten: het zijn stuk voor stuk verschillen tussen mensen die we soms als grenzen ervaren. Bond zonder Naam wil deze grenzen overbruggen en ook het omgaan met diversiteit stimuleren opdat samen leven echt samenleven wordt, met respect voor diversiteit en ieders kwaliteit.
De BZN richt zich enerzijds op brede maatschappelijke sensibilisering rond waarden via de spreuken en campagnes. Anderzijds wordt er concrete hulpverlening geboden via de sociale projecten, onder andere initiatieven voor mensen die uit de samenleving dreigen te vallen (ex-gedetineerden, kansarmen, mensen die in eenzaamheid leven e.a.). De beweging heeft 15 vaste medewerkers en meer dan 500 vrijwilligers. De BZN leeft hoofdzakelijk van giften van particulieren en bedrijven (80% van de inkomsten). De Vlaamse Gemeenschap subsidieert de organisatie voor 10%.

## Geschiedenis

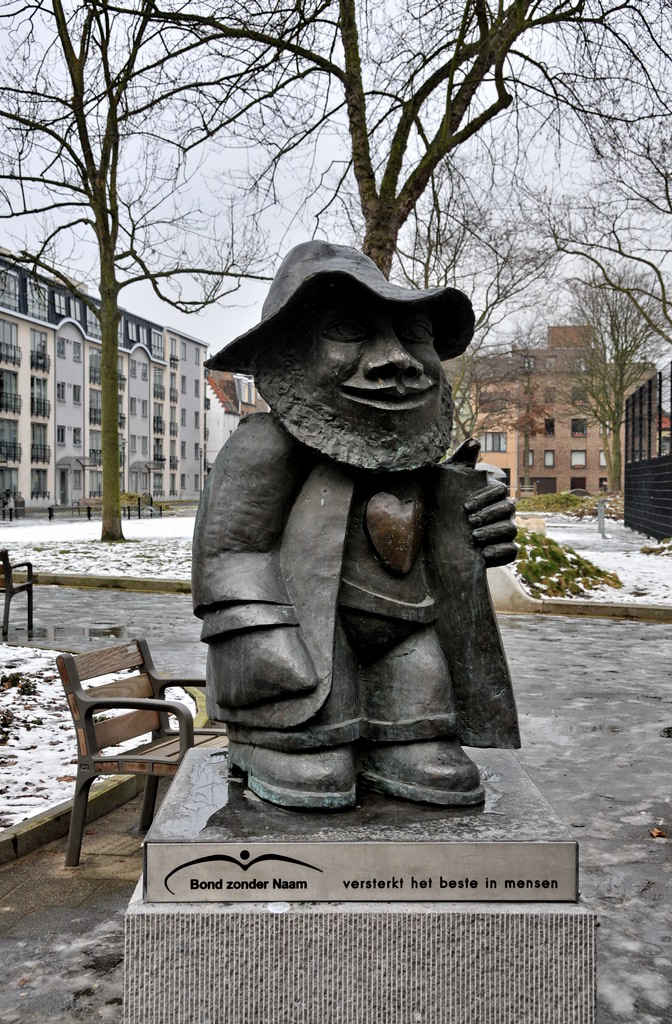
In april 1993 werd vlak bij het hoofdkantoor van Bond zonder Naam op het Frans Halsplein, Antwerpen het Oasemanneke onthuld. BZN pleit met dit beeld, gemaakt door Marjet Dooremont, voor verdraagzaamheid, vriendschap en een gastvrij Antwerpen. Ook op het vernieuwde Frans Halsplein, dat werd ingehuldigd op 24 mei 2008, heeft het Oasemanneke een prominente plaats.

De BZN is ontstaan in 1947. In 1956 werd er een BZN-kantoor geopend in de Lange Klarenstraat 24 te Antwerpen. In 1957 werd Phil Bosmans gevraagd om mee te werken aan het BZN-project. In 1958 werd besloten om maandelijks een spreuk te publiceren. Tot februari 2017 zijn er dat 800 in totaal die onder meer dan 200.000 gezinnen, scholen, verenigingen en instellingen in Vlaanderen worden verspreid. Zo'n spreuk telt maximaal acht woorden en moet ofwel een zinvol inzicht geven of een vraag stellen die doet stilstaan, zoals: Kijk minder naar je scherm. Meer naar elkaar. Deze spreuken worden op beperkte schaal gratis thuis toegestuurd, maar ook naar een tiental landen in het buitenland via e-mail en in heel veel talen, ook in het Esperanto via een website.
Onder de leiding van Bosmans zagen tientallen sociale en culturele initiatieven het licht. In de uitbouw van Bond zonder Naam stond steeds de kleine man centraal. In een periode waar er nauwelijks opvangstructuren bestonden, stampte hij samen met zijn vrienden het ene huis na het andere uit de grond. Op een aantal van deze vlakken is Bond Zonder Naam ook een pionier bij het oprichten van een aantal sociale projecten met de eerste Belgische beschutte werkplaats en het eerste opvangtehuis voor vrouwen.
- 1963: 'Mouvement sans Nom' in Brussel.
- 1964: 'Woe min Shoe' in Taiwan – Anti-Hongercampagne.
- 1970: 'Mouvement sans Nom' in Zaïre.
- 1972: Boek Menslief ik hou van je van Phil Bosmans.
- 1975: Movimiento sin Nombre in Venezuela en Spanje - Boek Bloemen van geluk.
- 1980: 'Movado sen Nomo' Esperanto - BZN Filipijnen en Singapore en wereldwijd via vertalingen van spreuken[3] en boeken in het Esperanto.[4]
- 2001: BZN-website opgericht.
- 2002: Officiële oprichting 'URI Europe' in Europese Commissie Brussel en 3de Europese Conferentie URI in Berlijn.
- 2004: Reorganisatie BZN Sociale Dienst en oprichting 'Filet Divers'.
- 2006: Opstart van de campagne 'Boodschap zonder Naam', waarbij via de media positieve boodschappen verspreid worden. De eerste actie loopt in 2006 onder de titel 'Geef eens een compliment op een onverwacht moment'.
- 2006: Congres ‘Onderwijzers zijn Wonderwijzers’ met de lancering van een BZN-initiatief, 'Living Values Education', een educatief programma dat een praktisch antwoord biedt op de vraag naar waarden.
- 2007: Campagne 'Boodschap zonder Naam'. De tweede actie loopt in 2007 onder het motto 'Met je oren zie je meer'.
- 2007: Oprichting van de onafhankelijke vzw de Tijdbank, die de vrijwillige inzet van groepen mensen, vanuit organisaties voor andere organisaties wil promoten en mogelijk maken.
- 2007: Start van het Vlaams Partnership voor Interlevensbeschouwelijke Dialoog (VPiD) om lokale levensbeschouwelijke initiatieven meer zichtbaarheid te geven.
- 2007: 'Kinderen in Nesten', een kwalitatief veiligheidsplan voor kinderen, slachtoffer van huiselijk geweld. Start van een pilootproject in het Centrum voor integrale gezinszorg BZN De Stobbe.
- 2007: De BZN ontvangt United Religions Initiative (URI wereldraad en URI Europa) in Antwerpen.
- 2011: Lancering van het vijfjarig waardentraject 'Word echt rijk', waarbinnen jaarlijks twee mediacampagnes worden gelanceerd en waarbij er via partners een maatschappelijk draagvlak wordt gecreëerd.
- 2011: 'Honestee'-campagne rond eerlijkheid.
- 2011: Gevangeniscampagne rond herstelgerichte detentie met onder meer Francesca Vanthielen als boegbeeld.
- 2012: De BZN zit verveeld met aprilspreuk. Deze krijgt een heel andere betekenis dan bedoeld door de busramp waarin Belgische schoolkinderen omkomen.
- 2012: Dankbaarheidscampagne met als ambassadeur Maxime De Winne als Dank-u-man.
- In juni 2014 lanceerde de BZN de stiltehoeve Metanoia nabij Damme (West-Vlaanderen), waar mensen even op adem kunnen komen in een luide wereld met nooit zwijgende media.[5] De werking werd stopgezet in december 2018 wegens verlieslatend en doorgegeven aan het maatwerkbedrijf Footstep vzw.[6]